# Coeroenie (rivier)
De Coeroenie is een rivier in Zuid-Amerika die uitmondt in de Corantijn.
De Coeroenie begint bij de samenloop van de Sipaliwini- en Koetaririvier, ten westen van de Sipaliwinisavanne in het Aracaigebergte dat de waterscheiding vormt tussen de Braziliaanse regio Pará, en Suriname. Hier vormt hij de grens tussen Suriname en het door Guyana en Suriname betwiste Tigri-gebied. Uiteindelijk mondt de Coeroenie uit in de Corantijn, die vanaf dan de onbetwiste grens vormt. 
Het gelijknamige ressort Coeroenie ontleent zijn naam aan de rivier.